# Диденко, Анна Павловна
Анна Павловна Диденко (укр. Ганна Павлівна Діденко, род. 1 декабря 1944, Опошня) — украинская мастер гончарной игрушки, член Национального союза мастеров народного искусства Украины, заслуженный мастер народного творчества Украины, лауреат премии имени Даниила Щербакивского. Участницей всеукраинских и всесоюзных выставок, симпозиумов и ярмарок. Её изделия хранятся в Национальном музее-заповеднике украинского гончарства в Опошне, Музее народной архитектуры и быта Украины, частных коллекциях.

## Биография
Родилась 1 декабря 1943 года в поселке Опошня Полтавской области.
Первым учителем Анны Диденко по лепке была её мать, Наталья Акимовна Пошивайло. Общее образование получила в Опошнянской начальной и семилетней школах, последнюю закончила в 1959 году. С 1960 года зачислена на работу в Опишнянский райпромкомбинат.
В 1962 году её перевели на работу в завод «Художественная керамика», на котором Анна проработала 36 лет, занимая должность мастера по изготовлению глиняных игрушек. Незначительное время производила облицовочную плитку, отливала изделия в гипсовых формах. Имя Анны Диденко занесено в Книгу трудовой славы завода. В 1996 году в связи с кризисными процессами на заводе Диденко уволилась по собственному желанию.

## Творчество
Диденко производит преимущественно игрушки-свистульки — традиционные зооморфные образы петухов, баранов, лошадей, оленей. Присущими только Анне Павловне являются изделия в форме лисичек, кошек, зайцев, лебедей, медведей. Также производит сюжетные скульптурные композиции, преимущественно на темы украинских сказок.
Игрушки Диденко выполнены из терракоты, в которых отражаются различные сюжеты, а также создает многофигурные тематические композиции. Изделия расписанны ангобами и украшены плоской контурной резьбой.
В 1999 году была удостоена премии им. Д. Щербаковского.
Игрушки, созданные Анной Диденко хранятся в том числе в Музее этнографии и художественного промысла НАН Украины и Национальном музее-заповеднике украинского гончарства.